# Олд Сейбрук
Олд Сейбрук (на английски: Old Saybrook) e град в окръг Мидълсекс, щата Кънектикът, САЩ. Населението му е 10 242 души (по данни от 2010 г.). Основан е от първите заселници, холандци, през 1635 г. През 1933 г. в града се появява военен форт.
Площта на Олд Сейбрук е 56 km² от които 17 km² (30,45%) е вода. 93,9 % от населението е бяло, а средната му възраст е 50 години.
Известен е с това, че актрисата Катрин Хепбърн прекарва последните години от живота си тук, до смъртта си през 2003 г.